# Samuel Ntanda-Lukisa
Samuel Ntanda-Lukisa (Brussel, 30 juni 2005) is een Belgisch-Congolees voetballer die sinds 2025 onder contract ligt bij RSC Anderlecht.

## Clubcarrière
Ntanda-Lukisa ruilde in januari 2020 de jeugdopleiding van RSC Anderlecht naar KV Mechelen, waar hij een half seizoen speelde. Vervolgens speelde hij twee seizoenen bij de jeugd van STVV. In 2022 zette hij zijn opleiding verder bij UC Sampdoria. Op 4 juni 2023 maakte hij zijn profdebuut in het shirt van Sampdoria: op de slotspeeldag van de Serie A liet trainer Dejan Stanković hem in de 2-0-nederlaag tegen kampioen SSC Napoli een paar minuten voor affluiten invallen. Sampdoria degradeerde en in het seizoen daarop speelde hij negen wedstrijd in de Serie B. Ntanda-Lukisa maakte voornamelijk heel wat speelminuten bij de beloften van Sampdoria in de Primavera 1-competitie. Op 6 augustus 2025 keerde hij terug naar België bij RSC Anderlecht, waar hij zich aansloot bij het beloftenteam RSCA Futures dat uitkomt in Eerste klasse B. De aanvaller kreeg een contract tot medio 2027 met optie voor een jaar extra.

## Clubstatistieken
| Seizoen         | Club            | Land            | Competitie      | Competitie | Competitie | Beker | Beker | Supercup | Supercup | Europees | Europees | Totaal | Totaal |
| Seizoen         | Club            | Land            | Competitie      | Wed.       | Dlp.       | Wed.  | Dlp.  | Wed.     | Dlp.     | Wed.     | Dlp.     | Wed.   | Dlp.   |
| --------------- | --------------- | --------------- | --------------- | ---------- | ---------- | ----- | ----- | -------- | -------- | -------- | -------- | ------ | ------ |
| 2022/23         | UC Sampdoria    | Vlag van Italië | Serie A         | 1          | 0          | 0     | 0     | —        | —        | —        | —        | 1      | 0      |
| Carrière totaal | Carrière totaal | Carrière totaal | Carrière totaal | 1          | 0          | 0     | 0     | 0        | 0        | 0        | 0        | 1      | 0      |

Bijgewerkt op 22 juni 2023.

## Interlandcarrière
Ntanda-Lukisa speelde in 2022 en 2023 enkele interlands voor de jeugd van België. Sinds 2024 is hij Congolees belofte-international. Op de African Cup of Nations voor beloften in mei 2025 scoorde hij twee doelpunten in vier interlands en droeg hij de aanvoerdersband. 